# 島津忠持
島津 忠持（しまづ ただもち）は、日向国佐土原藩9代藩主。島津宗家の島津重豪の従弟であり、義理の甥である。幼名は勝丸。通称は又之進。官位は従五位下、淡路守。

## 生涯
明和3年（1766年）6月29日、第8代藩主・島津久柄の三男として生まれる。天明5年（1785年）5月23日、父の隠居により跡を継ぐ。寛政5年（1793年）に幕府に対して海防の意見書を出している。藩財政再建のために藩士の知行のうち半分を3ヵ年上納させた。また、藩士に崎門学派の儒者御牧直斎のもとで学ばせた。文化13年（1816年）、長男・忠徹に家督を譲って隠居した。文化14年4月、全国諸山での修行を終えた野田泉光院と会見する。天保2年（1831年）1月26日に死去した。享年66。

## 系譜
父母
- 島津久柄（父）
- 梅 ー 島津重豪の義妹、島津貴儔の娘（母）

正室
- 雅姫、明子 ー 島津重豪の養女、島津久徴の娘

子女
- 島津忠徹（長男）生母は雅姫（正室）
- 小川久徳（次男）
- 島津久業（三男）